# 김영일 (농구 선수)
김영일(한국 한자: 金永一, 1942년 2월 25일 ~ 1976년 5월 23일)은 대한민국의 농구 선수이다. 1964년 하계 올림픽 과 1968년 하계 올림픽 남자 토너먼트에 출전했다.

## 생애
축구 선수인 아버지 김성간씨와 탁구 선수인 어머니 김연경씨 사이에서 자란 김영일 선수는 본래 고등학생 때까지 수영 선수, 빙상 선수 및 수구 선수, 아이스하키 선수로 활약하다가 연세대학교 정치외교학과에 입학한 후 본격적으로 농구를 시작했다.이후 국가대표팀까지 소집되면서 주장직을 맡으면서 1969년 아시아 남자 농구 선수권 대회에서 한국의 최초 우승과 1970년에 연속 우승을 거두는데 주역으로 활약하면 자신이 아시아 최고 센터임을 증명했다.
1976년 자신이 감독으로 있던 한국은행 농구팀 지도를 앞두고 5월 23일 새벽 6시 경에 전라남도 광주시 동성동 극락강변 철길 옆 목초지 부근에서 변사체로 발견되면서 의문의 죽음을 맞이하게 된다.

## 수상

### 개인 수상
- 대한농구협회 선정 우수선농구선수 24명[4]